# Viera Toporek
Viera Toporek (* 5. November 1967 in Smolenice) ist eine ehemalige österreichische Geherin, Langstrecken- und Bergläuferin tschechoslowakischer Herkunft.

## Werdegang
1988 kam sie als Frau des Gehers Martin Toporek nach Österreich – die Ehe wurde später geschieden.

### Leichtathletik-Weltmeisterschaften 1991
Bei den Weltmeisterschaften 1991 in Tokio kam sie im 10-km-Gehen auf den 34. Platz.
Bei den Berglauf-Weltmeisterschaften belegte sie 1993 Platz 28.
Im Juni 1993 stellte sie im 10-km-Gehen mit 45:53 min einen österreichischen Rekord auf, der bis heute Bestand hat.(Stand: Mai 2017)
Bei den Berglauf-Weltmeisterschaften belegte sie 1995 den 55. Rang.
Bislang wurde sie siebzehnmal österreichische Meisterin im 10-km-Gehen (1990–1996, 1998–2004, 2006, 2007, 2011), dreimal im 20-km-Gehen (2006, 2007, 2011) und einmal im Crosslauf (1995).
In der Halle siegte sie bei allen sechs Austragungen des 3000-Meter-Gehens (1990–1995) und holte außerdem 1997 den nationalen Titel im 3000-Meter-Lauf.
Viera Toporek startete für den SV Schwechat, den LCC Wien und den SC Hakoah Wien.
Die Mutter einer Tochter arbeitet als Übersetzerin im Bundesdienst.

## Persönliche Bestzeiten
- 10 km Gehen: 45:53 min, 26. Juni 1993, Trnava
- 20 km Gehen: 1:49:18 h, 5. Oktober 2003, Wien
- 1500 m: 4:38,21 min, 23. Juli 1995, Salzburg
  - Halle: 4:35,40 min, 27. Januar 1996, Wien
- 3000 m: 9:46,09 min, 11. Mai 1996, Bratislava
- 10.000 m: 35:42,88 min, 20. Mai 1995, Vöcklabruck
- Halbmarathon: 1:18:09 h, 24. März 1996, Wien